# Zselatinos ezüst

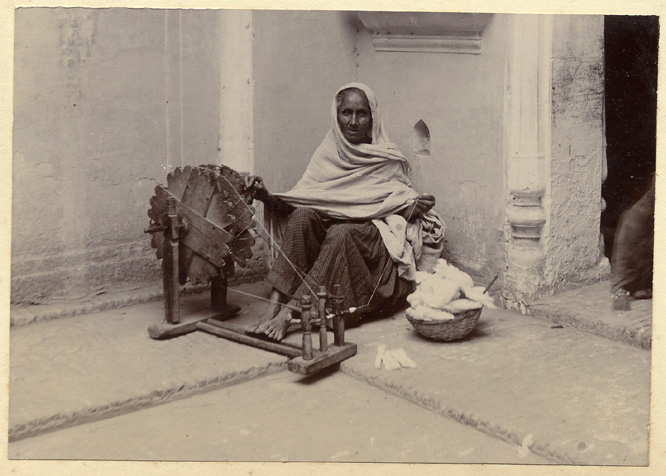
Ilyen eljárással készült fénykép, circa 1890

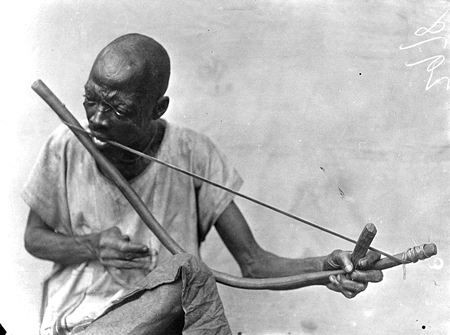
Nigériai férfi hangszeren játszik (circa 1909-1913)

Zselatinos ezüstnek nevezzük összefoglaló néven a zselatinemulziós klórezüst vagy brómezüst előhívópapír fényérzékeny rétegét. Ennek alkalmazása az 1930-as évektől vált elterjedtté a 35 mm-es, azaz a leica-filmek megjelenésével, és azóta is folyamatosan használatos fekete-fehér fényképek készítésére.

## Története
Az 1870-es években fejlesztették ki a technikát, amely sokáig nem volt népszerű eljárás, de az 1920-as években elkezdett terjedni és az 1930-as évekre szinte teljesen kiszorította a többi fényképkészítési eljárást. Azóta továbbfejlesztett változatait a mai napig használják.

## Jellemzői
Fényképek műtárgyleírásában a technika meghatározására alkalmazott kifejezés. Az ilyen fénykép ezüstszemcsékből áll, amelyek zselatin kötőanyagban helyezkednek el. Legtöbbnyire az előhívópapírokra készült fotók meghatározása szokott lenni (hétköznapi nyelven: fekete-fehér fénykép), noha más fotográfiai anyagok is tartalmaznak hasonló összetételű képréteget.
Nem ritka, hogy a fénykép szélétől ezüstös kiválás halad befelé. Ez egy károsodási folyamat következménye melynek során az ezüstszemcsékből ezüstionok válnak ki és folyamatos oxidáció és redukció közben távolodó mozgást végeznek a zselatinrétegben, így annak felületére is kijutnak, és a jelenség ezüstrétegként ütközik ki a fénykép felszínén. Az ilyen fotóanyag ideális tárolási hőmérséklete a 30% relativ légnedvesség és a 8 - 10 °C hőmérséklet ennél melegebb vagy nedvesebb körülmények között  tönkremehet a fénykép.